# Sân bay quốc tế Mehrabad
Sân bay quốc tế Mehrabad (tiếng Ba Tư: فرودگاه مهرآباد) (IATA: THR, ICAO: OIII) là một sân bay phục vụ Tehran, Iran. Đây là sân bay chính của Tehran về cả lượng khách quốc tế và khách nội địa nhưng đã được thay thế bằng Sân bay quốc tế Imam Khomeini (IKA) trong việc phục vụ hầu hết các chuyến bay quốc tế của nó. Sân bay này vẫn là sân bay bận rộn nhất ở Iran đến nay về mặt lưu lượng khách và số lượt chuyến máy bay, phục vụ 12.094.218 hành khách trong năm 2009. Sân bay này nằm bên trong ranh giới thành phố và do đó thuận tiện hơn cho khách so với sân bay IKA.
Các cơ sở đào tạo, bảo trì và kỹ thuật thiết bị của hãng hàng không quốc gia Iran Iran Air, Iran Aseman Airlines, và Saha Airlines được đặt tại sân bay này.

## Hãng hành không và tuyến bay

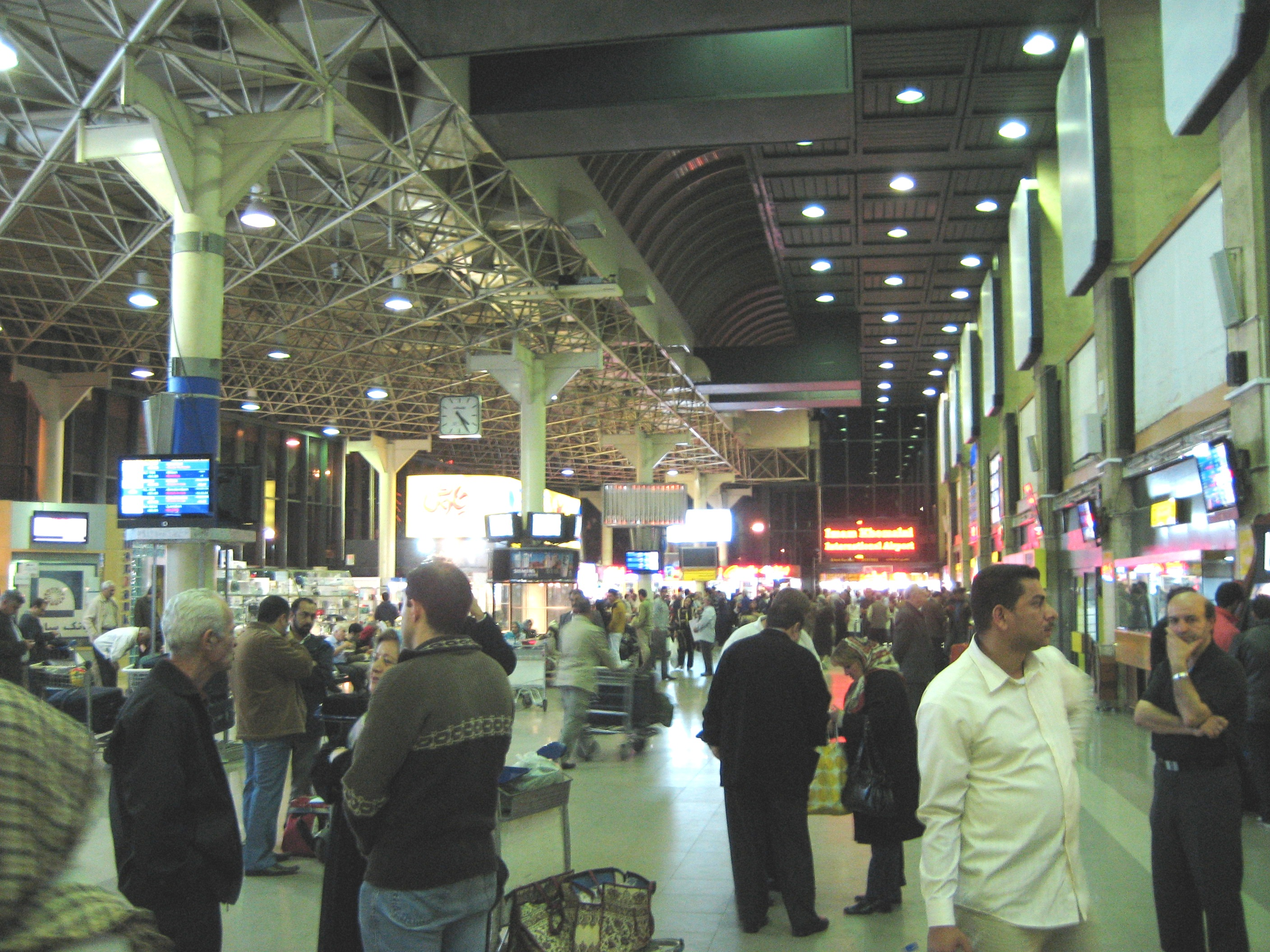
Bên trong nhà ga số 2

Sân bay này có 6 nhà ga. Nhà ga 1, 3, 5 chỉ được sử dụng trong mùa Haj và Umrah. Phần lớn các hãng hàng không hoạt động tại các nhà ga số 4, 6, ngoại trừ hãng Iran Air và công ty con Iran Air Tours hoạt động ở nhà ga số 2. Vận chuyển hàng hóa ở nhà ga số 2.
| Hãng hàng không              | Các điểm đến | Terminal     |
| ---------------------------- | --- | ------------ |
| Air Atlanta Icelandic        | Luxembourg | 2 (hàng hóa) |
| Aria Air                     | Bandar Abbas, Isfahan, Kish Island, Lar, Mashad, Qeshm Island | 4, 6         |
| Cargolux                     | Dubai, Luxembourg, Hong Kong | 2 (cargo)    |
| Caspian Airlines             | Ahvaz, Kish Island, Mashhad, Tabriz | 4, 6         |
| Eram Air                     | Avhaz, Bandar Abbas, Kish Island, Mashad, Tabriz | 4, 6         |
| Fars Air Qeshm               | Bandar Abbas, Bandar Lengeh, Qeshm Island, Mahshahr | 4, 6         |
| Iran Air                     | Seasonal: Jeddah, Madinah | 1, 5         |
| Iran Air                     | Ahvaz, Ardabil, Bandar Abbas, Birjand, Bushehr, Gheshm, Isfahan, Kermanshah, Kish Island, Lar, Mashad, Rasht, Shahre-Kord, Sary, Shiraz, Tabriz, Urmia, Yazd, Zahedan                                                                            | 2            |
| Iran Air Tours               | Abadan, Ahvaz, Bandar Abbas, Chabahar, Isfahan, Kermanshah, Khorramabad, Mashad, Rasht, Sary, Shahrekord, Shiraz, Tabriz, Urmieh, Yazd, Zahedan                                                                                                  | 2            |
| Iran Aseman Airlines         | Abadan, Ahvaz, Ardabil, Asalouyeh, Bam, Birjand, Bojnord, Bushehr, Gorgan, Gheshm, Ilaam, Isfahan, Kermanshah, Kish Island, Khoy, Lamerd, Lar, Mashad, Rafsanjan, Ramsar, Rasht, Sabzevar, Sahand, Sanandaj, Shiraz, Tabas, Tabriz, Yasouj, Yazd | 4, 6         |
| Iranian Airlines             | Asallouyeh, Mashad, Kish Island, Shiraz | 4, 6         |
| Kish Air                     | Abadan, Asalouyeh, Ahvaz, Bandar Abbas, Hamadan, Isfahan, Qeshm Island, Kish Island, Mahshahr, Mashad, Shiraz, Shahrekord, Tabriz | 4, 6         |
| Lufthansa Cargo              | Leipzig/Halle, Sharjah | 2 (cargo)    |
| Mahan Air                    | Seasonal: Jeddah | 1, 5         |
| Mahan Air                    | Ardabil, Asalouyeh, Birjand, Bandar Abbas, Dezful, Iranshahr, Isfahan, Kerman, Kish Island, Mahshahr, Mashad, Shiraz, Sirjan, Zabol | 4, 6         |
| Martinair Cargo              | Amsterdam | 2 (cargo)    |
| Naft Air Lines               | Ahvaz, Mahshahr | 4, 6         |
| Saudi Arabian Airlines       | Seasonal: Jeddah, Madinah | 1, 5         |
| Saudi Arabian Airlines Cargo | Jeddah | 2 (cargo)    |
| Zagros Air                   | Ahwaz, Mashad, Kish Island, Shiraz, Siri Island | 4, 6         |